# Hong Kong Cobras
Gli Hong Kong Cobras sono una squadra di football americano di Hong Kong.

## Dettaglio stagioni

### Tornei nazionali

#### Campionato

##### AFLC/CNFL
| Stagione | regular season | regular season | regular season | regular season | regular season | regular season | playoff | playoff | playoff | playoff | playoff | playoff          | playoff             |
|          | Vin            | Par            | Per            | Tot            | PF             | PS             | Vin     | Per     | Tot     | PF      | PS      | risultato        | avversaria          |
| -------- | -------------- | -------------- | -------------- | -------------- | -------------- | -------------- | ------- | ------- | ------- | ------- | ------- | ---------------- | ------------------- |
| 2014     | 5              | 0              | 0              | 5              | 133            | 21             | 0       | 1       | 1       | 13      | 20      | Semifinale       | Shanghai Nighthawks |
| 2015     | 4              | 0              | 0              | 4              | 114            | 18             | 0       | 1       | 1       | 6       | 20      | Quarti di finale | Chongqing Dockers   |
| 2016     | 2              | 0              | 2              | 4              | 37             | 42             | -       | -       | -       | -       | -       | -                | -                   |
| 2017     | 1              | 0              | 3              | 4              | 38             | 46             | -       | -       | -       | -       | -       | -                | -                   |
| 2018     | 2              | 0              | 2              | 4              | 24             | 54             | 0       | 1       | 1       | 7       | 38      | Wild Card        | Mountain City Fury  |
| 2019     | 2              | 0              | 3              | 5              | 82             | 109            | -       | -       | -       | -       | -       | -                | -                   |
| Totale   | 16             | 0              | 10             | 26             | 428            | 290            | 0       | 3       | 3       | 26      | 78      |                  |                     |

Fonti: Enciclopedia del Football - A cura di Roberto Mezzetti

### Tornei locali

#### South China Bowl
| Stagione | regular season | regular season | regular season | regular season | regular season | regular season | playoff | playoff | playoff | playoff | playoff | playoff   | playoff    |
|          | Vin            | Par            | Per            | Tot            | PF             | PS             | Vin     | Per     | Tot     | PF      | PS      | risultato | avversaria |
| -------- | -------------- | -------------- | -------------- | -------------- | -------------- | -------------- | ------- | ------- | ------- | ------- | ------- | --------- | ---------- |
| 2018     | 0              | 0              | 2              | 2              | 38             | 51             | -       | -       | -       | -       | -       | -         | -          |
| 2019     | 0              | 0              | 3              | 3              | 10             | 84             | -       | -       | -       | -       | -       | -         | -          |
| Totale   | 0              | 0              | 5              | 5              | 48             | 135            | -       | -       | -       | -       | -       |           |            |

Fonti: Enciclopedia del Football - A cura di Roberto Mezzetti

### Riepilogo fasi finali disputate
| Anno             | Luogo | Evento | Fase del torneo  | Incontro                               | Risultato |
| 29 novembre 2014 |       | AFLC   | Semifinale       | Shanghai Nighthawks - Hong Kong Cobras | 20 - 13   |
| 28 novembre 2015 |       | AFLC   | Quarti di finale | Hong Kong Cobras - Chongqing Dockers   | 6 - 20    |
| 17 novembre 2018 |       | AFLC   | Wild Card        | Mountain City Fury - Hong Kong Cobras  | 38 - 7    |